# Stenopogon inermipes
Stenopogon inermipes là một loài ruồi trong họ Asilidae. Stenopogon inermipes được Strobl miêu tả năm 1909. Loài này phân bố ở vùng Cổ Bắc giới.